# Пески (Купянский район)
Пе́ски (укр. Піски) — село,
Песковский сельский совет,
Двуречанский район,
Харьковская область, Украина.
Код КОАТУУ — 6321884501. Население по переписи 2001 года составляло 549 (235/314 м/ж) человек.
Село до 2020 года являлось административным центром Песковского сельского совета, в который, кроме того, входили
село Песчанка и
посёлок Тополи.
Расположено на левом берегу реки Оскол, в 32 км от районного центра Двуречная. Сейчас в Песках живут 417 человек (2011 год).

## Географическое положение
Село Пески находится на левом берегу реки Оскол, примыкает к границе с Россией, выше по течению в реку Оскол впадает река Муравка и в 2-х км расположено с Логачевка (Россия).
Между селом и рекой Оскол большой лиман озеро Белое, вокруг села расположены лесные массивы (сосна), рядом находится железнодорожная станция Тополи.
Рядом проходит автомобильная дорога Т-2109.

## История
- Возле села обнаружено неолитическое поселение(4 тысячелетие до н. э.).
- Село Пески основаны в 1720 году.
- По данным на 1864 год сказано, что «село Пески Купянского уезда, хутор козацкий при колодцах, дворов 151, мужчин 516, женщин 541. Население русское». Жители Песок в основном занимались земледелием, животноводством, пчеловодством и рыболовством, а также производством смолы и дегтя.
- 29 октября 1900 года в селе Пески была открыта церковь в честь и памяти Вознесения Господнего. До наших дней церковь не сохранилась.
- Советская власть установлена в селе в январе 1918 года. После становления советской власти сельской общине были переданы помещичьи и кулацкие земли.
- В 1923 году село Пески административно вошло в Двуречанский район Купянского округа.
- В 1930 году создан первый колхоз «Гигант» — председатель Колесник Гавриил Павлович.
- В 1934 году колхоз «Гигант» разделили на 4 колхоза: имени Калинина — председатель Ильинов Федор Петрович, имени А. М. Горького — председатель Водолагин Александр Федорович, имени газета «Правда» — председатель Тиньков Архип Максимович и «Красный боец» — председатель Золотарёв Илья Андреевич.
- Село Пески освободил 2 февраля 1943 года 6 гвардейский кавалерийский корпус генерал-лейтенанта С. В. Соколова. 199 жителей села сражались с гитлеровскими захватчиками на фронтах Великой Отечественной войны, 97 из них погибли смертью храбрых, 155 — награждены боевыми орденами и медалями. В Песках воздвигнут памятник советским воинам, погибшим в боях за освобождение села от фашистов.
- Село Пески с 1963 по 1965 года входило в состав Купянского района. 8 декабря 1965 года Двуречанский район был восстановлен и село вошло в его состав.
- В 1961 году из колхозов организовано сельскохозяйственное предприятие — совхоз «Топольской». В 80-х годах в совхозе «Топольской» работали 3 фермы: свиноводческая, молочно-товарная, птицеводческая и комбикормовый завод. Был большой машинно-тракторный и комбайновый парк. Имелось автотранспортное предприятие. Выращивались зерновые культуры. За первым отделением совхоза «Топольский», которое размещалось в селе Пески было закреплено 2226 га сельскохозяйственных угодий, из них 1226 га пахотной земли. В настоящее время созданы 4 фермерских хозяйства.
- В феврале 2022 года российские военные захватили село. Несмотря на контрнаступление ВСУ в Харьковской области на момент осени-зимы 2022 года российские военные сохраняли контроль над селом.

## Экономика
- В селе есть молочно-товарная и птице-товарная фермы.

## Объекты социальной сферы
- Школа.
- Клуб.

## Транспорт
Село Пески — приграничное, рядом проходит государственная граница Украины с Россией. Имеется пограничный автопереход «Пески», таможенный пост. Проходят — железнодорожная и автомобильная дороги Купянск-Валуйки.

## Природа
На этой территории находятся уникальные геологические и природные ландшафты: меловые обнажения, которые находятся вдоль реки Оскол. С целью их сохранения Указом Президента Украины от 11 декабря 2009 года был создан национальный природный парк «Двуречанский». Среди многообразия природных комплексов национального парка можно выделить собственно меловые степи, байрачные и пойменные дубравы, чернолесья и пойменные луга. Такие ландшафты представляют собой гармоничную систему, в которой можно увидеть богатство флоры и фауны.
Наибольшую научную и природоохранную ценность национального парка представляет полоса меловых обнажений и их раритетных растительность. Меловые горы являются частью большого мелового массива, который образовался на дне древнего моря в меловом периоде мезозоя. Это так называемое «меловой плечо» Воронежская гранитного щита. На меловых склонах сохранились реликтовые (те, что остались с определенных геологических эпох) и эндемические (те, что встречаются в небольшом количестве мест) растения. Кроме того, на территории национального парка представлены целинные степные участки, это природные территории, количество которых ограничено и сокращается. Поэтому Парк стал местом обитания значительного количества редких представителей животного и растительного мира. В перечень охраняемых видов разного уровня занесен 81 вид растений и 30 видов животных Парка. В Красную книгу Украины занесены 27 представителей флоры и 16 — фауны. Животный и растительный миры разнообразны.

## Происхождение названия
В окрестностях были различные слободы и сёла с названием Пески-Песчанка-Песочин; например Пески Изюмские (в Изюмском уезде, место обретения Песчанской иконы Божией матери в 1754 году, ныне Изюм), Пески Радьковские (в Купянском уезде), Песчанка (в Купянском уезде), Песчанка (в Константиноградском уезде), Пески Валковские (в Валковском уезде), Пески Харьковские (предместье Харькова, ныне Харьков), Пески Волчанские (предместье Волчанска, ныне Волчанск) Пески Змиевские (в Змиевском уезде), Песочин Харьковский в Харьковском уезде, Песочин Богодуховский в Богодуховском уезде.

## Достопримечательности
- Братская могила советских воинов. Похоронено 28 воинов.